# Midnights
Midnights is het tiende studioalbum van de Amerikaanse zangeres Taylor Swift. Het verscheen op 21 oktober 2022 bij Republic Records. Het is Swifts eerste album sinds evermore (2020) dat volledig uit nieuwe, niet eerder uitgebrachte nummers bestaat. Midnights wordt door Swift beschreven als een conceptalbum waarbij slapeloze nachten het gedeelde thema zijn. Naast een standaard- en deluxe editie kent Midnights ook een 3am edition, die zeven bonusnummers heeft en als verrassing een paar uur na de standaardversie werd uitgebracht.

## Achtergrond
Vanwege haar conflict over de masteropnames van haar eerste zes studioalbums bracht Swift in 2021 heropnames van twee van haar eerste zes albums uit, namelijk Fearless (Taylor's Version) en Red (Taylor's Version). Op Red (Taylor's Version) stond onder andere een tien minuten durende versie van het nummer 'All Too Well' dat Swift gebruikte als inspiratie voor een gelijknamige korte film.
Deze korte film werd voor verschillende prijzen genomineerd bij de MTV Video Music Awards in 2022. Swift won drie awards, waaronder de prijs voor 'Video of the Year'. In het dankwoord voor deze prijs, kondigde ze aan dat ze in oktober 2022 een album met nieuw materiaal zou uitbrengen. Dit zorgde voor verrassing aangezien veel fans hadden verwacht dat Swift in 2022 een nieuwe versie van een van haar oude albums zou uitbrengen. Om middernacht gaf Swift meer details over het album prijs. Ze liet onder andere weten dat het album Midnights zou gaan heten en dat het nummers waren die ze in het midden van de nacht had geschreven. Ook werd het duidelijk dat het album uit dertien nummers zou bestaan.
Swift werkte voor Midnights vooral samen met Jack Antonoff, met wie ze sinds 1989 voor ieder album aan een aantal nummers werkte. Volgens Swift kwam het grootste gedeelte van het album tot stand toen haar partner met Antonoffs partner aan een film in Panama werkte en zij met z'n tweeën achter bleven in New York. Naast Antonoff werkte Swift met Sounwave, Sam Dew (met wie ze eerder aan Lover werkte), haar partner Joe Alwyn (onder het pseudoniem William Bowery), Jahaan Sweet, Zoë Kravitz, Lana Del Rey en Keanu Beats. Met Aaron Dessner werkte Swift aan een aantal nummers voor de twee bonusedities van het album.

### Uitgave
In aanloop van het verschijnen van het album bracht Swift een serie TikTokvideo's uit onder de naam Midnights Mayhem with Me. In iedere video onthulde Swift een naam van een nummer op Midnights. Om te bepalen welke titel ze zou onthullen gebruikte Swift een bingomolen met pingpongballetjes met cijfers erop. In de laatste video maakte Swift naast de titel van het overgebleven nummer ('Snow on the Beach') ook bekend dat Lana Del Rey op dat nummer te horen zou zijn.
Midnights verscheen op 21 oktober 2022 om middernacht (Eastern Standard Time) op streaming websites. Swift had eerder laten weten dat er 3 uur na het verschijnen van het album een "chaotische verrassing" zou komen. Dit bleek een bonuseditie van het album te zijn, genaamd de 3am edition. Op deze editie staan zeven bonusnummers. Swift gaf aan dat deze nummers waren geschreven voor het album maar dat ze niet meer op het album pasten. Op 21 oktober verscheen ook een deluxe versie van Midnights, waarop een extra nummer en twee remixes staan. Van deze versie zijn alleen fysieke versies beschikbaar.
Vervolgens konidigde Swift op 24 mei 2023 aan dat zij nog een variant op Midnights, genaamd Midnights (Til Dawn Edition) zou gaan uitbrengen op 26 mei 2023. Nieuw hieraan was dat Hits Different, wat daarvoor alleen op de Target-exclusive variant voorkwam er ook op stond. Daarnaast staan hier ook een variant van Snow at the Beach (feat. More Lana Del Rey), waarin zangeres Lana Del Rey meer aan het woord komt en een remix van het nummer Karma, met rapper Ice Spice. Tegelijkertijd kondidgde zij ook een exclusieve variant aan die alleen bij haar Era's Tour shows te verkrijgen zijn, met een nog nooit eerder gehoorde track You're losing me.

## Promotie
Naast de standaardversie van het album en de 3am edition bracht Swift drie limited edities en een deluxe editie van Midnights uit. Op de drie limited-editions staan dezelfde nummers als op de standaardversie maar ze hebben een andere voor- en achterkant en een andere kleur. De achterkant van de drie limited editions vormt samen met de achterkant van de standaardeditie een klok. De deluxe editie van Midnights heeft een andere kleur dan de standaardeditie en bevat drie bonusnummers. Swift promootte Midnights in de dagen voordat het verscheen door zinnen uit verschillende nummers bekend te maken via billboards over de hele wereld. Na het verschijnen van het album gaf ze interviews bij The Tonight Show with Jimmy Fallon en The Graham Norton Show. In beide interviews zei ze dat ze weer wilde gaan touren.

### Singles
De eerste single van Midnights was 'Anti-Hero'. Deze single verscheen tegelijk met het album. Volgens Swift is 'Anti-Hero' een van haar favoriete nummers op Midnights en gaat het nummer over haar onzekerheden en het gevoel dat haar leven "onhandelbaar groot" is. De videoclip van 'Anti-Hero' verscheen een aantal uur na de uitgave van het album. Ook organiseerde Swift een challenge rond 'Anti-Hero' op Youtube Shorts, onder de naam #TSAntiHeroChallenge. In Nederland werd de single verkozen tot Alarmschijf. Daarnaast werden 'Bejeweled' en 'Question...?' op 25 oktober uitgebracht uit als promotiesingles. 'Bejeweled' kreeg ook een videoclip, waaronder onder andere Laura Dern, de zussen Haim en Dita Von Teese in spelen.

## Ontvangst
Midnights werd positief ontvangen door professionele recensenten. Volgens Metacritic, een website die albums een score van 0 tot 100 toekent op basis van alle (professionele) recensies, werd het album 23 keer gerecenseerd met een gemiddelde beoordeling van 85.

### Commerciële verdiensten
Midnights brak het record voor het meest gestreamde album in één dag tijd op Spotify. Daarnaast brak Swift het record voor meeste gestreamde artiest in één dag tijd op de dag dat Midnights verscheen. In de eerste drie dagen na uitgave werden er een miljoen exemplaren van Midnights verkocht. De helft daarvan waren exemplaren op vinyl.

## Tracklist
| 1.                 | Lavender Haze                        | - Taylor Swift - Jack Antonoff - Zoë Kravitz - Mark Spears - Jahaan Sweet - Sam Dew | - Swift - Antonoff - Sounwave - Sweet - Braxton Cook | 3:22 |
| 2.                 | Maroon                               | - Swift - Antonoff                                                                  | - Swift - Antonoff                                   | 3:38 |
| 3.                 | Anti-Hero                            | - Swift - Antonoff                                                                  | - Swift - Antonoff                                   | 3:20 |
| 4.                 | Snow on the Beach (met Lana Del Rey) | - Swift - Lana Del Rey - Antonoff                                                   | - Swift - Antonoff                                   | 4:16 |
| 5.                 | You're on Your Own, Kid              | - Swift - Antonoff                                                                  | - Swift - Antonoff                                   | 3:14 |
| 6.                 | Midnight Rain                        | - Swift - Antonoff                                                                  | - Swift - Antonoff                                   | 2:54 |
| 7.                 | Question...?                         | - Swift - Antonoff                                                                  | - Swift - Antonoff                                   | 3:30 |
| 8.                 | Vigilante Shit                       | - Swift                                                                             | - Swift - Antonoff                                   | 2:44 |
| 9.                 | Bejeweled                            | - Swift - Antonoff                                                                  | - Swift - Antonoff                                   | 3:14 |
| 10.                | Labyrinth                            | - Swift - Antonoff                                                                  | - Swift - Antonoff                                   | 4:07 |
| 11.                | Karma                                | - Swift - Antonoff - Spears - Sweet - Keanu Torres                                  | - Swift - Antonoff - Sounwave - Sweet - Keanu Beats  | 3:24 |
| 12.                | Sweet Nothing                        | - Swift - William Bowery                                                            | - Swift - Antonoff                                   | 3:08 |
| 13.                | Mastermind                           | - Swift - Antonoff                                                                  | - Swift - Antonoff                                   | 3:11 |
| Totale duur: 44:02 |                                      |                                                                                     |                                                      |      |

| 14.                | The Great War                 | - Swift - Aaron Dessner           | - Swift - Dessner             | 4:00 |
| 15.                | Bigger Than The Whole Sky     | - Swift - Antonoff                | - Swift - Antonoff            | 3:38 |
| 16.                | Paris                         | - Swift - Antonoff                | - Swift - Antonoff            | 3:16 |
| 17.                | High Infidelity               | - Swift - Dessner                 | - Swift - Dessner             | 3:51 |
| 18.                | Glitch                        | - Swift - Antonoff - Spears - Dew | - Swift - Antonoff - Sounwave | 2:28 |
| 19.                | Would've, Could've, Should've | - Swift - Dessner                 | - Swift - Dessner             | 4:20 |
| 20.                | Dear Reader                   | - Swift - Antonoff                | - Swift - Antonoff            | 3:45 |
| Totale duur: 69:20 |                               |                                   |                               |      |

| Nr. | Titel                                   | Schrijver(s)                 | Producent(en)                | Duur |
| --- | --------------------------------------- | ---------------------------- | ---------------------------- | ---- |
| 14. | Hits Different                          | - Swift - Antonoff - Dessner | - Swift - Antonoff - Dessner | 3:54 |
| 15. | You're on Your Own, Kid (Strings remix) | - Swift - Antonoff           | - Swift - Antonoff           | 3:19 |
| 16. | Sweet Nothing (Piano remix)             | - Swift - Bowery             | - Swift - Antonoff           |      |

| Nr. | Titel                                                          | Schrijver(s)                                                  | Producent(en)                                                 | Duur |
| --- | -------------------------------------------------------------- | ------------------------------------------------------------- | ------------------------------------------------------------- | ---- |
| 21. | Hits Different                                                 | - Swift - Antonoff - Dessner                                  | - Swift - Antonoff - Dessner                                  | 3:54 |
| 22. | Snow On The Beach (feat. More Lana Del Rey) (met Lana Del Rey) | - Swift - Lana Del Rey - Antonoff                             | - Swift - Antonoff                                            | 3:50 |
| 23. | Karma (met Ice Spice)                                          | - Swift - Antonoff - Sounwave - Sweet - Keanu Beats - RIOTUSA | - Swift - Antonoff - Sounwave - Sweet - Keanu Beats - RIOTUSA | 3:22 |

## Hitnoteringen

### NederlandseAlbum Top 100
| Positie  | 1  | 2  | 3  | 3  | 1  | 4  | 5  | 5  | 6  | 2  | 2  | 3  | 5  | 3  | 7  | 6  | 8  | 9  | 6  | 8  |
| Week:    | 21 | 22 | 23 | 24 | 25 | 26 | 27 | 28 | 29 | 30 | 31 | 32 | 33 | 34 | 35 | 36 | 37 | 38 | 39 | 40 |
| Positie: | 11 | 13 | 10 | 10 | 8  | 7  | 9  | 8  | 10 | 3  | 8  | 8  | 9  | 3  | 4  | 4  | 3  | 4  | 4  |    |

### Vlaamse Ultratop 200 Albums
| Hitnoteringen: (Week 1 t/m ...) 29-10-2022 t/m heden | Hitnoteringen: (Week 1 t/m ...) 29-10-2022 t/m heden | Hitnoteringen: (Week 1 t/m ...) 29-10-2022 t/m heden | Hitnoteringen: (Week 1 t/m ...) 29-10-2022 t/m heden | Hitnoteringen: (Week 1 t/m ...) 29-10-2022 t/m heden | Hitnoteringen: (Week 1 t/m ...) 29-10-2022 t/m heden | Hitnoteringen: (Week 1 t/m ...) 29-10-2022 t/m heden | Hitnoteringen: (Week 1 t/m ...) 29-10-2022 t/m heden | Hitnoteringen: (Week 1 t/m ...) 29-10-2022 t/m heden | Hitnoteringen: (Week 1 t/m ...) 29-10-2022 t/m heden | Hitnoteringen: (Week 1 t/m ...) 29-10-2022 t/m heden | Hitnoteringen: (Week 1 t/m ...) 29-10-2022 t/m heden | Hitnoteringen: (Week 1 t/m ...) 29-10-2022 t/m heden | Hitnoteringen: (Week 1 t/m ...) 29-10-2022 t/m heden | Hitnoteringen: (Week 1 t/m ...) 29-10-2022 t/m heden | Hitnoteringen: (Week 1 t/m ...) 29-10-2022 t/m heden | Hitnoteringen: (Week 1 t/m ...) 29-10-2022 t/m heden | Hitnoteringen: (Week 1 t/m ...) 29-10-2022 t/m heden | Hitnoteringen: (Week 1 t/m ...) 29-10-2022 t/m heden | Hitnoteringen: (Week 1 t/m ...) 29-10-2022 t/m heden | Hitnoteringen: (Week 1 t/m ...) 29-10-2022 t/m heden |
| Week:                                                | 1                                                    | 2                                                    | 3                                                    | 4                                                    | 5                                                    | 6                                                    | 7                                                    | 8                                                    | 9                                                    | 10                                                   | 11                                                   | 12                                                   | 13                                                   | 14                                                   | 15                                                   | 16                                                   | 17                                                   | 18                                                   | 19                                                   | 20                                                   |
| ---------------------------------------------------- | ---------------------------------------------------- | ---------------------------------------------------- | ---------------------------------------------------- | ---------------------------------------------------- | ---------------------------------------------------- | ---------------------------------------------------- | ---------------------------------------------------- | ---------------------------------------------------- | ---------------------------------------------------- | ---------------------------------------------------- | ---------------------------------------------------- | ---------------------------------------------------- | ---------------------------------------------------- | ---------------------------------------------------- | ---------------------------------------------------- | ---------------------------------------------------- | ---------------------------------------------------- | ---------------------------------------------------- | ---------------------------------------------------- | ---------------------------------------------------- |
| Positie                                              | 1                                                    | 1                                                    | 1                                                    | 4                                                    | 4                                                    | 3                                                    | 3                                                    | 3                                                    | 3                                                    | 4                                                    | 2                                                    | 2                                                    | 2                                                    | 3                                                    | 6                                                    | 3                                                    | 7                                                    | 7                                                    | 10                                                   | 9                                                    |
| Week:                                                | 21                                                   | 22                                                   | 23                                                   | 24                                                   | 25                                                   | 26                                                   | 27                                                   | 28                                                   | 29                                                   | 30                                                   | 31                                                   | 32                                                   | 33                                                   | 34                                                   | 35                                                   | 36                                                   | 37                                                   | 38                                                   | 39                                                   | 40                                                   |
| Positie                                              | 12                                                   | 8                                                    | 12                                                   | 7                                                    | 7                                                    | 7                                                    | 9                                                    | 10                                                   | 9                                                    | 9                                                    | 9                                                    | 3                                                    | 6                                                    | 6                                                    | 8                                                    | 6                                                    | 10                                                   | 10                                                   | 5                                                    | 9                                                    |
| Week:                                                | 41                                                   | 42                                                   | 43                                                   | 44                                                   | 45                                                   | 46                                                   | 47                                                   | 48                                                   | 49                                                   | 50                                                   | 51                                                   | 52                                                   | 53                                                   | 54                                                   | 55                                                   | 56                                                   | 57                                                   | 58                                                   | 59                                                   | 60                                                   |
| Positie                                              | 10                                                   | 11                                                   | 11                                                   | 8                                                    | 6                                                    | 11                                                   | 14                                                   | 10                                                   | 15                                                   | 11                                                   | 17                                                   | 13                                                   | 10                                                   | 14                                                   | 11                                                   | 15                                                   | 19                                                   | 13                                                   | 18                                                   | 14                                                   |
| Week:                                                | 61                                                   | 62                                                   | 63                                                   | 64                                                   | 65                                                   | 66                                                   | 67                                                   | 68                                                   | 69                                                   | 70                                                   | 71                                                   | 72                                                   | 73                                                   | 74                                                   | 75                                                   | 76                                                   | 77                                                   | 78                                                   | 79                                                   | 80                                                   |
| Positie                                              | 19                                                   | 15                                                   | 9                                                    | 8                                                    | 13                                                   | 15                                                   | 14                                                   | 6                                                    | 6                                                    | 9                                                    | 11                                                   | 8                                                    | 14                                                   | 15                                                   | 15                                                   | 18                                                   | 19                                                   | 17                                                   | 16                                                   | 21                                                   |
| Week:                                                | 81                                                   | 82                                                   | 83                                                   | 84                                                   | 85                                                   | 86                                                   | 87                                                   | 88                                                   | 89                                                   | 90                                                   | 91                                                   | 92                                                   | 93                                                   | 94                                                   | 95                                                   | 96                                                   | 97                                                   | 98                                                   | 99                                                   | 100                                                  |
| Positie                                              | 27                                                   | 16                                                   | 27                                                   | 30                                                   | 23                                                   | 32                                                   | 18                                                   | 24                                                   | 22                                                   | 14                                                   | 20                                                   | 25                                                   | 27                                                   | 25                                                   | 30                                                   | 24                                                   | 31                                                   | 28                                                   | 35                                                   | 42                                                   |
| Week:                                                | 101                                                  | 102                                                  | 103                                                  | 104                                                  | 105                                                  | 106                                                  | 107                                                  | 108                                                  | 109                                                  | 110                                                  | 111                                                  | 112                                                  | 113                                                  | 114                                                  | 115                                                  | 116                                                  | 117                                                  | 118                                                  | 119                                                  | 120                                                  |
| Positie                                              | 48                                                   | 40                                                   | 53                                                   | 44                                                   | 39                                                   | 30                                                   | 29                                                   | 41                                                   | 48                                                   | 46                                                   | 40                                                   | 45                                                   | 46                                                   | 48                                                   | 43                                                   | 47                                                   | 44                                                   | 54                                                   | 58                                                   | 47                                                   |
| Week:                                                | 121                                                  | 122                                                  | 123                                                  | 124                                                  | 125                                                  | 126                                                  | 127                                                  | 128                                                  | 129                                                  | 130                                                  | 131                                                  | 132                                                  | 133                                                  | 134                                                  | 135                                                  | 136                                                  | 137                                                  | 138                                                  | 139                                                  | 140                                                  |
| Positie                                              | 53                                                   | 85                                                   | 77                                                   | 85                                                   | 81                                                   | 92                                                   | 105                                                  | 105                                                  | 80                                                   | 85                                                   | 96                                                   | 91                                                   | 77                                                   | 91                                                   | 81                                                   | 78                                                   | 78                                                   | 89                                                   | 85                                                   | 122                                                  |